# Базен, Пьер-Доминик
Пётр Петрович (Пьер-Доминик) Базен (фр. Pierre-Dominique Bazaine; 1786—1838) — французский и российский инженер, генерал-лейтенант Корпуса инженеров путей сообщения; математик, механик.

## Биография
Пьер-Доминик Базен родился 13 января 1786 года во французском городке Сэй в Мозельском департаменте. Образование получил в Париже, окончив курс Политехнической школы и Инженерного училища.
Деятельность свою как инженер начал в Италии и южной Франции, где обратил на свои выдающиеся способности внимание императора Наполеона I. Впоследствии Наполеон рекомендовал его российскому императору Александру I, вместе с инженерами Фабром, Дестремом и Потье, для помощи в организации института Корпуса инженеров путей сообщения.
В 1808—1812 годах он состоял членом парижской ложи «Гора Фавор». В 1810 году — член петербургской ложи «Соединённых друзей». Впоследствии, в 1834 году был членом французской ложи «Командоры горы Фавор».
В июле 1810 года был принят в русскую службу, в Корпус инженеров путей сообщения с чином подполковника. Вместе с Дестремом он был отправлен к херсонскому губернатору, герцогу де Ришельё, для составления проекта Евпаторийского порта и устройства гидротехнических зданий в Одесском порту; 11 марта 1812 года они были прикомандированы к Корпусу инженеров путей сообщения. Однако, начавшаяся война России с Францией привела к высылке всех четырёх французских инженеров из Санкт-Петербурга в Ярославль, Пошехонье, а затем в Иркутск, где ему пришлось провести более двух лет. В Сибири он написал свой трактат о дифференциальном исчислении и ряд работ о приложении плоской геометрии и различных свойствах протяжения трёх измерений.
В 1815 году, с прекращением войны, все четыре французских инженера были возвращёны в Санкт-Петербург; Базен в чине полковника, занял в Институте Корпуса инженеров путей сообщения кафедру высшего анализа и механики. С 1 марта 1820 года — генерал-майор. В 1823 году назначен членом Совета путей сообщения и был генерал-инспектором. В январе 1824 года назначен директором института, а также председателем Комитета строений и гидравлических работ в Санкт-Петербурге. В 1828 году, Базен был командирован во Францию, и по возвращении, 1 апреля 1830 года произведён в генерал-лейтенанты.
Расстроенное здоровье побудило Базена уволиться от должности директора Института инженеров путей сообщения (с 5 сентября 1834 года), и он был переведён в Корпус военных инженеров, с назначением состоять при великом князе Михаиле Павловиче. Однако болезнь сердца заставила Базена уехать за границу, откуда он в Россию более не возвращался. Умер он в Париже 28 сентября 1838 года и был похоронен на кладбище Монмартр.

### Инженерные работы в России
Обширная практическая деятельность Базена как инженера-строителя оставила богатые следы в истории сооружений в России. Его главнейшие работы:
- устройство Обводного канала в Санкт-Петербурге;
- снабжение водой Ямской слободы и Таврического сада;
- постройка шлиссельбургских гранитных шлюзов (за них он был награждён орденом Белого Орла).

По поводу последнего сооружения им написан трактат, которым он доказывал возможность огромного сбережения вод Ладожского канала, пропуском судов через его шлюзы: «Memoire sur les bassins d’epargne» (напечатан в Записках Академии наук).
Среди работ Базена в период 1820—1832 годов видное место занимают:
- проект перестройки Исаакиевского собора и напечатанное тогда же рассуждение о постройке храмов вообще;
- устройство первого в России цепного моста в Екатерингофском парке;
- перестройка, под личным его наблюдением, Охтенского порохового завода;
- углубление устьев реки Невы и её каналов;
- возведение зданий Сената и Синода;
- переустройство здания Университета;
- сооружение купола диаметром в 87 футов над собором Святой Троицы Петербургской стороне и др.

### Награды
Деятельность Базена доставила ему ряд наград: кроме перечисленных выше, он имел российские ордена Св. Александра Невского, Св. Владимира 2-й степени большого креста и Св. Анны 1-й степени; французский — командорского креста Почётного Легиона и прусский — Красного Орла 2-й степени.
Вместе с тем он был избран членом-корреспондентом Санкт-Петербургской Академии наук (10 сентября 1817), а также почётным членом Санкт-Петербургской (19 декабря 1827), Туринской, Стокгольмской и Мюнхенской академий наук, Санкт-Петербургского минералогического общества и Санкт-Петербургского университета (с 1834).

### Семья
Оставил сыновей: инженера Пьера-Доминика (1809—1893) и военачальника, маршала Франции Франсуа Ашиля (1811—1888).
В 1817 году женился на дочери С. И. Сеновера, шестнадцатилетней Александрине. У них родилась дочь Стефания.

## Сочинения
Базен оставил много сочинений, написанных на французском языке. Три из них были переведены на русский язык; в их числе: Начальные основания дифференциальнаго изчисления /
- The initial basis of differential calculus (1817); «Начальные основания дифференциального исчисления» (Перевод свиты его императорского величества по квартирмейстерской части капитана Галямина. — СПб., 1819. — 166 с.);
- The initial basis of integral calculus (1825); «Начальные основания интегрального исчисления» (Галямин, 1827);
- The Proof of the beginning of the speculative speeds, considered as the basis of mechanics; «Доказательство начала умозрительных скоростей, рассматриваемое как основание механики» (Завадский, 1832);

также
- Mémoire sur l'état actuel du système de Vychni-Volotchok, ou de la principale communication artificielle établie entre la mer Caspienne et la Baltique;
- Mémoire sur la théorie du mouvement des barques à vapeur et sur leur application à la navigation des canaux, des fleuves et des rivières (1817);
- Mémoire sur l’impossibilité de ramener par un simple approfondissement le niveau du canal de Ladoga, à la même hauteur, que celui du lac du même nom;
- Notice sur un nouvel artifice propre à diminuer la dépense d’eau des canaux en général et sur un nouveau système de petite navigation;
- Mémoires sur les méthodes de raccordement à employer pour les alignements des routes;
- Notice sur la construction des paratonnerres;
- Notice sur un nouvel appareil gazogène;
- Mémoire sur la construction des Chaussées, et sur la détermination des distances moyennes pour le transport des matériaux;
- Introduction à l'étude de la statique synthétique, à l’usage des élèves de l’institut des voies de communications;
- Démonstration du principe des vitesses virtuelles, considéré comme base de la mecanique;
- Notices sur la composition des reliefs;
- Memoire sur un nouveau système relatif à l'établissement d’un chantier général destiné à la construction, au radoub et à la conservation des vaisseaux;
- Mémoire sur les machines à vapeurs en général;
- Mémoire sur la détermination de la force expansive de la vapeur, et des avantages qu’on en peut retirer sous le rapport industriel;
- Mémoire sur les moyens de preserver les machines à vapeur des exploisions auxquelles elles sont exposées ;
- Mémoire sur la fabrication, et en particulier sur le séchage de la poudre à canon.